# Hylaeus hohmanni
Hylaeus hohmanni là một loài Hymenoptera trong họ Colletidae. Loài này được Dathe mô tả khoa học năm 1993.